# Ленинградское сельское поселение
Ленинградское сельское поселение — муниципальное образование в составе Ленинградского района Краснодарского края России.
В рамках административно-территориального устройства Краснодарского края ему соответствует Ленинградский сельский округ.
Административный центр — станица Ленинградская.
Сельское поселение образовано в 2005 году в границах Ленинградского сельского округа (ранее — сельсовета).

## Население
| 2010    | 2012    | 2013    | 2014    | 2015    | 2016    | 2017    |
| ------- | ------- | ------- | ------- | ------- | ------- | ------- |
| 37 682  | ↘37 663 | ↘37 354 | ↘37 188 | ↗37 256 | ↗37 509 | ↘37 166 |
| 2018    | 2019    | 2020    | 2021    | 2023    |         |         |
| ↘36 890 | ↘36 798 | ↗37 029 | ↘36 303 | ↘35 970 |         |         |

## Населённые пункты
В состав сельского поселения (сельского округа) входят 4 населённых пункта:
| № | Населённый пункт | Тип населённого пункта | Население (чел.) |
| - | ---------------- | ---------------------- | ---------------- |
| 1 | Ленинградская    | станица                | ↘35 561          |
| 2 | Андрющенко       | хутор                  | ↘223             |
| 3 | Восточный        | хутор                  | ↘349             |
| 4 | Краснострелецкий | хутор                  | ↘170             |